# Бенјамин Вајгелт
Бенјамин Вајгелт (Бохолт, Немачка, 4. септембар 1982) је немачки фудбалер на позицији левог бека.

## Каријера
- 07/00 - 06/04 	Rot-Weiss Essen
- 10/04 - 10/04 	FSV Mainz 05 II
- 07/04 - 06/06 	FSV Mainz 05